# ألفرد سي. هارمر
ألفرد سي. هارمر هو سياسي أمريكي، ولد في 8 أغسطس 1825 في فيلادلفيا في الولايات المتحدة، وتوفي بنفس المكان في 6 مارس 1900. نشط حزبياً في الحزب الجمهوري. وقد انتخب عضو مجلس النواب الأمريكي ‏.